# Szachownica cesarska
Szachownica cesarska, cesarska korona (Fritillaria imperialis L.) – gatunek rośliny cebulowej należący do rodziny liliowatych (Liliaceae). Występuje w stanie dzikim w południowej Azji – od Wyżyny Irańskiej po północne Indie. W Polsce uprawiana jako roślina ozdobna.

## Morfologia
ŁodygaWzniesiona, prosta, gruba, o wysokości do 1m, obficie ulistniona.
LiścieLancetowate, zaostrzone. Na szczycie łodygi, nad kwiatami pęk liści.
KwiatyDzwonkowate na długich szypułkach, zwisłe, zebrane pod szczytem łodygi w okółek. Okwiat ciemnoceglasty, pomarańczowy lub żółty.

## Biologia i ekologia
Kwitnie na przełomie kwietnia i maja. Roślina trująca. Wydziela brzydką woń odstraszającą nornice i myszy, które często żerują na cebulkach innych roślin ozdobnych.

## Zastosowanie
- Roślina uprawna
  - Historia uprawy: w Europie uprawiana od XVI wieku.
- Dawniej stosowana także jako roślina lecznicza.
- Używana do sadzenia na rabatach z bylinami a także w ogrodach skalnych.

## Uprawa
Szachownica cesarska wymaga gleby bardzo żyznej, niezbyt ciężkiej, przepuszczalnej, wilgotnej i zasobnej w składniki pokarmowe (najlepiej o odczynie pH obojętnym). Najlepszym miejscem są stanowiska słoneczne lub lekko zacienione. Jest wrażliwa na wiosenne przymrozki. Rozmnażana jest przez cebulki przybyszowe oddzielane od cebul matecznych i przechowywane w wilgotnym torfie. Sadzone są we wrześniu.